# Diecéze Brescia
Diecéze Brescia (latinsky Dioecesis Brixiensis) je římskokatolická diecéze na území Itálie se sídlem v městě Brescia, kde se nachází katedrála Nanebevzetí P. Marie. Je sufragánní vůči milánské arcidiecézi a tvoří součást italské církevní oblasti Lombardie. Současným biskupem je Pierantonio Tremolada.

## Stručná historie
První diecézní biskupové josu doloženi ve 4. století, od 13. století měli biskupové v Brescii tradiční tituly markýz, vévoda a hrabě. Ve 20. století pocházel z Brescie kardinál Giovan Battista Montini, který byl v roce 1963 zvolen papežem jako Pavel VI.